# Бундестаг
Бундеста́г (нем. Bundestag, в дословном переводе — «Федеративное собрание», «Союзный сейм») — однопалатный парламент Федеративной Республики Германия.
Бундестаг является избранным представителем народа и, как парламент, законодательным органом Федеративной Республики Германия. Немецкий Бундестаг находится в Берлине. В политической системе Германии Бундестаг Германии является единственным конституционным органом федерального правительства и избирается непосредственно немецким народом. Как представительный орган, Бундестаг при выполнении своих задач действует самостоятельно, а не на основании делегирования, поручения или представительских полномочий, предоставленных ему третьей стороной. Решения, которые он принимает, приписываются немецкому народу, как и решения других государственных органов; «Воля парламента считается (гипотетической) волей народа».
Юридическое число его членов, представляющих весь народ, составляет 630 человек. Реформа избирательного законодательства от 17 марта 2023 года привела к фиксации этого числа после того, как действующие в последнее время правила привели к разному общему количеству депутатов из-за перевеса и компенсационных мандатов.
Законодательный период Бундестага обычно заканчивается через четыре года или раньше в результате роспуска. Члены Бундестага Германии могут объединяться в фракции или группы и, таким образом, пользоваться особым процедурным и организационным статусом. Бундестаг возглавляет Президент немецкого Бундестага (сокращенно Президент Бундестага), который также возглавляет Федеральное собрание и Объединенный комитет. Нынешним президентом Бундестага является Юлия Клёкнер (ХДС).
При принятии законов по определённому ряду вопросов Бундестаг де-факто является нижней палатой, функции верхней палаты в таких случаях выполняет Бундесрат.

## Предыстория

### Германская империя (1871—1918)
После образования Германской империи согласно имперской конституции был учреждён общегерманский парламент — Имперское собрание (рейхстаг).
Имперский собрание (рейхстаг) состояло из 384 депутатов (после 1874 года — из 397), избираемых на три года (с 1888 года — на пять лет) на основе всеобщего, равного, тайного голосования. Распределение мест осуществлялось согласно мажоритарной избирательной системе. Правом голоса обладали все граждане мужского пола, достигшие возраста 25 лет. Основная борьба за места в имперском собрании (рейхстаге) разворачивалась между пятью наиболее популярными партиями, к которым относились национал-либеральная, лево-либеральная, консервативная, центристская и социал-демократическая.
С 1894 года заседания проходят в том же здании, в котором заседает современный бундестаг.

### Веймарская республика (1918—1933)
В результате ноябрьской революции Германия перешла от монархии к республиканской форме правления. Принятая в 1919 году конституция утверждала рейхстаг в качестве национального парламента. Функции рейхстага включали в себя издание законов, в том числе принятие бюджета, а также контроль за исполнительной властью. Члены рейхстага избирались сроком на 4 года по пропорциональной системе. Минимальный возраст, необходимый для участия в голосовании, был понижен с 25 до 20 лет, кроме того, было введено женское избирательное право.
Партийная система Веймарской республики была в значительной степени унаследована от партийной системы Германской империи. В период с 1919 по 1932 год наиболее сильной партией оставалась СДПГ. Кроме неё, важную роль в политической жизни Германии играли Немецкая народная партия, Немецкая национальная народная партия (НННП), Немецкая демократическая партия, Партия центра, Баварская народная партия, коммунисты и национал-социалисты.
В результате выборов 1932 года НСДАП и НННП получили 33,09 % и 8,34 % соответственно, что позволило им сформировать коалиционное правое правительство под руководством Гитлера.

### Нацистская Германия (1933—1945)
В марте 1933 года рейхспрезидентом был подписан декрет «О защите немецкого народа», дающий правительству Немецкого рейха право вводить новые законы без участия рейхстага. После принятия декрета сессии рейхстага проводились редко и предназначались только для одобрения решений правительства. Последнее собрание рейхстага состоялось 26 апреля 1942 года.
После поджога здания рейхстага заседания проводились в здании Кролль-оперы.

## История бундестага
Создан на основании конституции 1949 года. До объединения Германии парламентские сессии проходили в Бонне. В бундестаге, избранном в 1949 году, было 402 депутата. После объединения Германии в 1990 году состав бундестага был расширен до 662 мест и с тех пор количество мест значительно не меняется. С 1999 года бундестаг заседает в здании рейхстага.

## Зал пленарных заседаний
Зал пленарных заседаний, в котором заседают Бундестаг Германии и Федеральное собрание, является самым большим актовым залом в здании Рейхстага.
В центре сверху находится совет заседаний с президентом Бундестага или его представителем и двумя секретарями, за ними - директор немецкого Бундестага и сотрудники службы поддержки пленарных заседаний. Место комиссара вооруженных сил и скамья Федерального совета расположены с левой стороны от заседания, а скамья правительства — с правой стороны.  Место, ближайшее к Президиуму, отведено Федеральному канцлеру и Председателю Федерального совета. 
За столом Президиума — федеральный и европейский флаги под большим 2,5-тонным орлом Бундестага. Федеральный флаг представляет собой копию главного флага Хамбахского фестиваля 1832 года, демонстрировавшего требования единства и свободы в так называемом Формарце, третья полоса которого выполнена из золотого люрекса. Он был представлен Бундестагу Германии в 1949 году правительством земли Северный Рейн-Вестфалия по случаю первого заседания парламента в Бонне и был продлен в 1999 году во время летних каникул в парламенте. Центром пленарного зала является кафедра. Место, ближайшее к Президиуму, отведено Федеральному канцлеру и Председателю Федерального совета.Стенографисты  и члены Бундестага сидят перед спикером.
Посетители Бундестага сидят на своих трибунах над депутатами. Им не разрешается выражать какие-либо выражения одобрения или неодобрения; они могут быть изгнаны из помещения, если они его нарушат.
За скамьями Федерального правительства и Бундесрата расположены доски, на которых светящимися буквами обозначен текущий пункт повестки дня. Зеленая буква «F» также сигнализирует о том, что идет телевизионное вещание. Восемь камер постоянно установлены в разных местах в зале пленарных заседаний, которые дистанционно контролируются дирекцией парламентского телевидения и которые, из-за ограниченного количества мест в несколько сотен зрителей на трибунах, помогают немецкому Бундестагу сделать демократические решения Бундестага по поводу статьи 42 GG прозрачными и видимыми для общественности. Стулья в немецком Бундестаге устанавливаются на постоянной основе в соответствии с парламентскими группами после федеральных выборов. Зал пленарных заседаний дополнительно освещается зеркальной системой, которая перенаправляет дневной свет из купола в зал.

## Полномочия
- принятие законов;
- принятие федерального бюджета;
- утверждение ратификации международных договоров требующие изменения федеральных законов;
- объявление амнистии;
- решение вопроса о доверии Федеральному правительству и контроль за его деятельностью.

## Избрание
В настоящее время в бундестаге 735 депутатов. Изменение числа депутатов после каждых выборов связано с мандатами на переуступку мест (Überhangmandate) и компенсирующими мандатами (Ausgleichsmandate). До 1945 года Западный Берлин был представлен депутатами избиравшимися Палатой депутатов Берлина и обладавшими совещательным голосом.

### Порядок формирования
Бундестаг избирается сроком на четыре года по пропорциональной системе по методу Сент-Лагю по многомандатным избирательным округам, при этом любой кандидат, получивший большинство в любом из одномандатных избирательных округов (которых примерно вдвое меньше, чем мест распределяемых на выборах вообще), проходит в Бундестаг автоматически независимо от того, смог ли его кандидатский список получить хотя бы один мандат. Порог явки отсутствует. Заградительный барьер — 5 %. Если доля голосов у партии менее 5 %, то данная партия всё равно может пройти в бундестаг, если она получит прямые мандаты в как минимум трёх избирательных округах.

### Избирательные комитеты
Подсчёт голосов осуществляет:
- на общенациональном уровне Федеральный избирательный комитет (Bundeswahlausschuss), состоящий из Федерального избирательного руководителя (Bundeswahlleiter), назначаемого Федеральным министром внутренних дел, восьми заседателей (Beisitzer), назначаемых Федеральным министром внутренних дел[14] по предложению фракций бундестага, пропорционально их численности[15] и двух членов Федерального административного суда;
- на уровне земель — земельный избирательный комитет (Landeswahlausschuss), во главе с земельным избирательным руководителем (Landeswahlleiter);
- на уровне уездов и городов земельного подчинения — районный избирательный комитет (Kreiswahlausschuss), во главе с районным избирательным руководителем (Kreiswahlleiter);
- на уровне городов и общин — избирательные правления (Wahlvorstand) во главе с избирательным старостой (Wahlvorsteher).

## Председатель
Для ведения своих заседаний Бундестаг избирает своего председателя (Präsident des Deutschen Bundestages), а для его замещения заместителей председателя бундестага (Vizepräsidenten des Deutschen Bundestages) по одному от каждой фракции. Также Бундестаг избирает своих секретарей (Schriftführer).

## Совет старейшин
Организацию проведения заседаний Бундестага осуществляет его Совет Старейшин (Ältestenrat), состоящий из председателя бундестага, всех его заместителей и 23 членов, формируемых фракциями.

## Администрация Бундестага
Материально-техническое обеспечение Бундестага осуществляет её администрация (Verwaltung des Deutschen Bundestages), возглавляемая директором Бундестага (Direktor beim Deutschen Bundestag) и включающая в себя:
- Канцелярию директора (Direktorbüro);
- Секретариаты комитетов (Ausschusssekretariat)[16][17];
- 1-ю канцелярию председателя бундестага (Präsidialbüro 1);
- 2-ю канцелярию председателя бундестага (Präsidialbüro 2).

## Объединённый комитет
Полномочия Бундестага и Бундесрата в случае, если они могут собраться, осуществляет Объединённый комитет (Gemeinsamer Ausschuss), состоящий из 2/3 членов Бундестага и 1/3 членов Бундесрата.

## Библиотека Бундестага
Библиотека бундестага управляется библиотечным советом (Büchereibeirat).

## Комитеты
- (политико-правовые вопросы)
  - Оборонный комитет (Verteidigungsausschuss) (до 1956 года — Комитет европейской безопасности);
  - Комитет иностранных дел (Auswärtiger Ausschuss);
  - Правовой комитет (Rechtsausschuss);
  - Комитет по делам Европейского Союза (Ausschuss für die Angelegenheiten der Europäischen Union);
  - Комитет по внутренним делам (Ausschuss für Inneres und Heimat);
- (процедурные вопросы)
  - Петиционный комитет (Petitionsausschuss des Deutschen Bundestages);
  - Бюджетный комитет (Haushaltsausschuss);
  - Комитет по проверке выборов, иммунитету и регламенту (Ausschuss für Wahlprüfung, Immunität und Geschäftsordnung);
- (экономические вопросы)
  - Финансовый комитет (Finanzausschuss);
  - Экономический комитет (Wirtschaftsausschuss);
  - Комитет по сельскому хозяйству и продовольствию (Ausschuss für Ernährung und Landwirtschaft);
  - Транспортный комитет (Verkehrsausschuss);
  - Комитет по экономическому сотрудничеству (Ausschuss für wirtschaftliche Zusammenarbeit und Entwicklung) (с 1994 года);
  - Комитет по туризму (Ausschuss für Tourismus) (с 1998 года);
- (гуманитарные вопросы)
  - Комитет по спорту (Sportausschuss);
  - Комитет по труду и социальному обеспечению (Ausschuss für Arbeit und Soziales);
  - Комитет по делам семьи, пенсионеров, женщин и молодёжи (Ausschuss für Familie, Senioren, Frauen und Jugend);
  - Комитет по здравоохранению (Ausschuss für Gesundheit);
  - Комитет по делам окружающей среды, защите природы. ядерной безопасности и защите прав потребителей (Ausschuss für Umwelt, Naturschutz, nukleare Sicherheit und Verbraucherschutz) (с 1986 года);
  - Комитет по правам человека и гуманитарной помощи (Ausschuss für Menschenrechte und humanitäre Hilfe) (с 1998 года);
  - Комитет по образованию и науке (Ausschuss für Bildung, Forschung und Technikfolgenabschätzung);
  - Комитет по культуре и средствам массовой информации (Ausschuss für Kultur und Medien) (с 1998 года);
  - Комитет по защите климата (Ausschuss für Klimaschutz und Energie) (с 2021 года);
  - Комитет по цифровизации (Ausschuss für Digitales) (с 2018 года).

Каждый из которых состоит из председателя (Vorsitzender), заместителей председателя (Stellvertrеtender Vorsitzender) и членов. На заседаниях парламентских комитетов осуществляется основная работа по подготовке законов.

## Статус члена Бундестага
Депутаты являются представителями всего народа, не связаны наказами и указаниями и подчиняются лишь своей совести. Поэтому исключение или выход из партии не влекут за собой лишение мандата. Численность фракции определяет число её представителей в комитетах. Оклады депутатов бундестага не повышались с 2003 по 2007 год. СДПГ выступила с инициативой создать при федеральном президенте независимую комиссию, призванную определять размер выплат депутатам. В 2007 году руководители фракций ХДС/ХСС и СДПГ в бундестаге договорились о поэтапном повышении выплат депутатам, предполагающем ежемесячный рост заработной платы на 9,4 % до 2009 года, уровень которой в итоге должен составить 7700 евро ежемесячно.
В 2008 году группа граждан ФРГ подала жалобу на положения немецкого налогового законодательства, позволяющего депутатам бундестага получать дополнительно к своим служебным окладам свободное от налогообложения пособие на покрытие служебных расходов, составляющее до 45 384 евро в год. В основе иска лежало утверждение, что существующее правило противоречит конституционному принципу равенства, поскольку простые трудящиеся могут освобождать от налогообложения представительские расходы на сумму не более 920 евро в год, однако Федеральный финансовый суд в Мюнхене отклонил жалобу, обосновав своё решение тем, что депутатов бундестага, в силу особых обязательств, вытекающим из их мандата, нельзя сравнивать с другими категориями трудящихся.
Зарплата депутата бундестага ФРГ с 1 июля 2017 года составляет 9542 евро в месяц.

## Фракции
Каждая фракции (Fraktion) возглавляется правлением (Fraktionsvorstand), состоящим из председателя фракции (Fraktionsvorsitzende), заместителей председателя фракции (Stellvertretender Fraktionsvorsitzender), парламентского директора (Parlamentarischer Geschäftsführer) и членов.

## Бундестаг и Европейский парламент
Из 96 членов Европейского парламента созыва 2014 года, избранных от Германии, только 4 являются одновременно членами Бундестага.

## Законодательный процесс
Правом законодательной инициативы обладают члены Бундестага, Бундесрат и Федеральное правительство. Федеральные законы принимаются Бундестагом. Он имеет право отлагательного вето, которое преодолевается при повторном рассмотрении Бундестагом. Федеральные законы промульгируются Федеральным президентом.